# Hymenolomopsis tolucensis
Hymenolomopsis tolucensis är en bladmossart som beskrevs av Thériot 1931. Hymenolomopsis tolucensis ingår i släktet Hymenolomopsis och familjen Seligeriaceae. Inga underarter finns listade i Catalogue of Life.